# Worship Music
Worship Music è il decimo album in studio del gruppo thrash metal statunitense Anthrax, pubblicato il 12 settembre 2011.

## Il disco
Il disco è stato registrato durante un periodo interno travagliato per la band, che ha visto alternarsi in successione dietro il microfono Dan Nelson, John Bush e Joey Belladonna. Per questo motivo l'uscita dell'album è stata più volte rimandata, fino alla pubblicazione avvenuta nel settembre 2011. Si tratta del primo album di materiale inedito del gruppo dai tempi di We've Come for You All (2003), oltre che del primo disco registrato con Joey Belladonna dai tempi di Persistence of Time (1990). È anche l'ultimo album registrato con il chitarrista Rob Caggiano prima del suo abbandono nel gennaio 2013.

## Tracce
1. Worship – 1:40
2. Earth on Hell – 3:10
3. The Devil You Know – 4:46
4. Fight 'Em 'til You Can't – 5:48
5. I'm Alive – 5:36
6. Hymn 1 – 0:38
7. In the End – 6:48
8. The Giant – 3:46
9. Hymn 2 – 0:44
10. Judas Priest – 6:24
11. Crawl – 5:28
12. The Constant – 5:01
13. Revolution Screams (contiene la traccia fantasma - cover dei Refused - New Noise) – 15:54

## Formazione
- Joey Belladonna – voce
- Scott Ian – chitarra
- Rob Caggiano – chitarra
- Frank Bello – basso
- Charlie Benante – batteria

## Classifiche
| Classifica (2011)          | Posizione massima |
| -------------------------- | ----------------- |
| Australia                  | 35                |
| Austria                    | 30                |
| Belgio (Fiandre)           | 65                |
| Belgio (Vallonia)          | 55                |
| Finlandia                  | 6                 |
| Francia                    | 62                |
| Germania                   | 13                |
| Giappone                   | 28                |
| Italia                     | 37                |
| Paesi Bassi                | 64                |
| Regno Unito                | 49                |
| Regno Unito (rock & metal) | 2                 |
| Scozia                     | 35                |
| Spagna                     | 70                |
| Stati Uniti                | 12                |
| Stati Uniti (digital)      | 19                |
| Stati Uniti (hard rock)    | 4                 |
| Stati Uniti (independent)  | 2                 |
| Stati Uniti (rock)         | 2                 |
| Stati Uniti (tastemaker)   | 2                 |
| Svezia                     | 24                |
| Svizzera                   | 28                |